# Edricus spiniger
Espèce
Edricus spiniger est une espèce d'araignées aranéomorphes de la famille des Araneidae.

## Distribution
Cette espèce se rencontre au Panama, en Colombie et en Équateur.

## Description
Les mâles mesurent de 6,5 à 7,1 mm et les femelles de 8,0 à 10,2 mm.

## Publication originale
- O. Pickard-Cambridge, 1890 : Arachnida. Araneida. Biologia Centrali-Americana, Zoology. London, vol. 1, p. 57-72 (texte intégral).